# Jakovlev Jak-12
Jakovlev Jak-12 byl sovětský víceúčelový letoun, jehož vývoj spadá do doby druhé světové války. Postupem času byly vyrobeny různé prototypy, ovšem konečné řešení vzniklo roku 1947, kdy vzlétl první prototyp Jaku-12, který se začal okamžitě sériově vyrábět. Po produkci první série o počtu 788 kusů vznikaly postupně další modernizace. Letoun byl licenčně vyráběn i v Číně. Používal se jak k civilním, tak i k vojenským účelům. Jeden letoun Jak-12R imatrikulace OK-JEN létal i v Československu a nyní je uložen v depozitáři Leteckého muzea Kbely.

## Popis konstrukce
Jak-12R byl vzpěrový hornoplošník s dvoudílným křídlem. Mělo celokovovou kostru, duralový hlavní a pomocný nosník, duralová žebra a plátěný potah. Náběžná i odtoková hrana byla potažena plechem. Z duralového plechu byl zhotoven i slot nesený několika nosníky před náběžnou hranou. Mezi křidélky a trupem byly instalovány vztlakové klapky, pod levou polovinou křídla byl přistávací reflektor. Trup měl příhradovou kostru svařenou z ocelových trubek. V přední části kolem kabiny tvořil potah kostry plech, zadní část byla potažena plátnem. Vstup chladicího vzduchu k motoru AI-14R byl regulován žaluziemi, pod motorem byl olejový chladič. Ocasní plochy měly smíšenou konstrukci. Hlavní pevné podvozkové nohy byly odpérovány gumovými provazci umístěnými pod podlahou kokpitu. Otočná ostruha s kolečkem měla olejopneumatické odpružení. Palivové nádrže byly uloženy v křídle hned u trupu.

## Verze

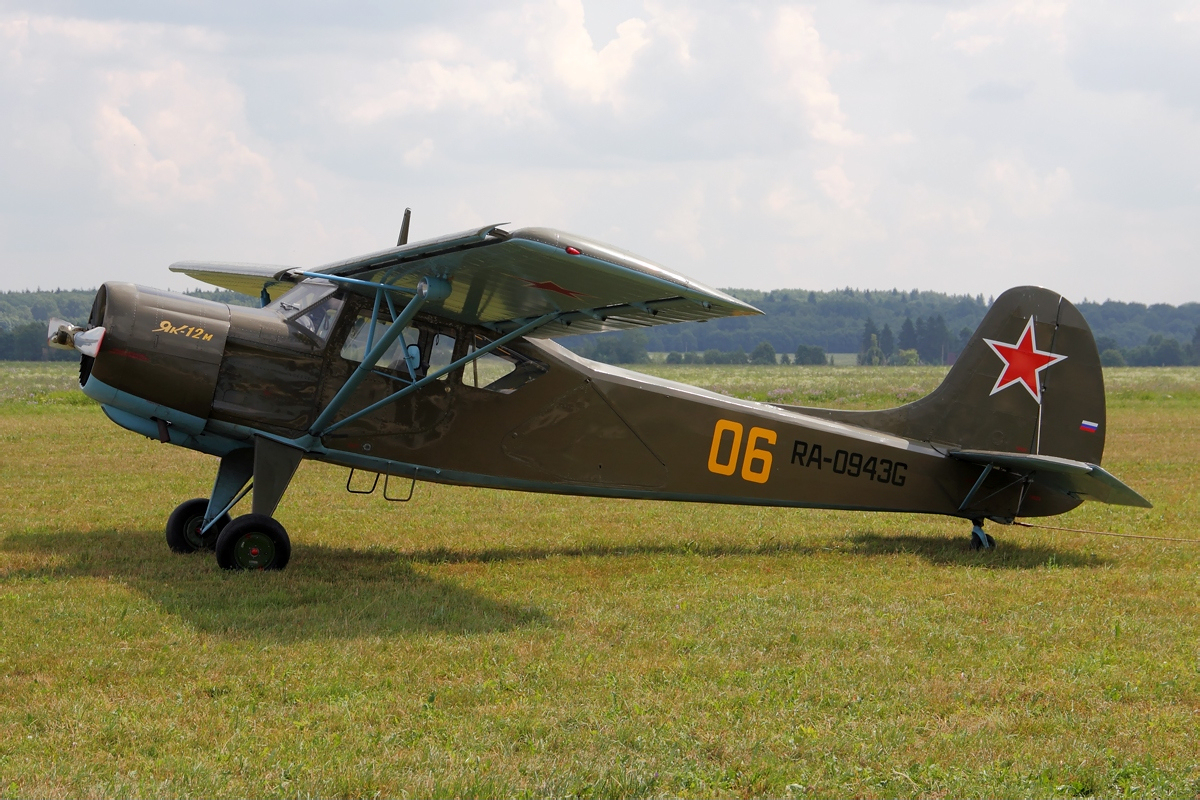
Jak-12M, hlavní produkovaná verze

Jak-12 základní a civilní verze, kapkovité kryty válců motoru M-11FR, 119 kW (160 hp) , obloukovité konce křídla, 1947
Jak-12S sanitní verze
Jak-12SCH zemědělská verze
Jak-12GR plováková verze
Jak-12R zlepšená verze, celokovová stavba, kruhový kryt motoru, hvězdicový devítiválec Ivčenko AI-14R, 194 kW (260 hp), dvoulistá kovová stavitelná vrtule VIŠ, 1952
Jak-12M hlavní produkovaná verze, kruhový kryt motoru, kapkovitý konec křídla, mírně zesílená konstrukce a prodloužená ocasní část, 1955
Jak-12A štíhlejší kryt motoru, nové křídlo s lichoběžníkovou vnější polovinou křídla, lepší navigace, 1957
Jak-12B experimentální dvouplošná verze, jen prototyp

### Licence
Shenyang type 5 čínská licenční stavba
Jak-12M polská licence, 1054 kusů
Jak-12A polská licence, 137 kusů
PZL-101 Gawron polská zlepšená verze Jak-12M

## Specifikace

Jak-12A, poslední verze s lichoběžníkovou vnější polovinou křídla

### Technické údaje
- Osádka: 1
- Kapacita: 3 cestujících
- Rozpětí: 12,6 m
- Délka: 9 m
- Nosná plocha: 22,00 m²
- Výška: 3,12 m
- Maximální vzletová hmotnost: 1558 kg
- Pohonná jednotka: 1× Ivčenko AI-14R

### Výkony
- Maximální rychlost: 214 km/h
- Dostup: 4600 m
- Dolet: 1070 km

## Ostatní uživatelé
- Československo, Polsko, Jugoslávie, Maďarsko, Čína